# Gana nos Jogos Olímpicos de Verão de 1984
Gana competiu nos Jogos Olímpicos de Verão de 1984 em Los Angeles, Estados Unidos. O país retornou às Olimpíadas após boicotar os Jogos de 1976 e 1980.

## Resultados por Evento

### Atletismo
400m masculino
- Charles Moses
  - Eliminatória — 50.39 (→ não avançou)

Salto em distância masculino
- Francis Dodoo
  - Classificatória — não começou (→ não avançou, sem classificação)

### Boxe
Peso Mosca-ligeiro (– 48 kg)
- Michael Dankwa
  1. Primeira rodada — Perdeu para Yehuda Ben Haim (ISR), 1:4

Peso Galo (– 54 kg)
- Amon Neequaye
  1. Primeira rodada — Bye
  2. Segunda rodada — Perdeu para Ndaba Dube (ZIM), 0:5